# Fronteira Canadá–Estados Unidos
A fronteira entre o Canadá e os Estados Unidos é a maior fronteira internacional do mundo. O limite terrestre (incluindo limites nas costas dos Grandes Lagos, Atlântico e Pacífico) é de 8 891 km (5 525 milhas) de comprimento. A fronteira terrestre tem duas seções: a fronteira do Canadá com os Estados Unidos contíguos ao sul e com o estado americano do Alasca a oeste. A Comissão Binacional Internacional de Fronteiras trata de assuntos relativos à demarcação e manutenção da fronteira, e a Comissão Conjunta Internacional lida com questões relativas às águas limítrofes. As agências atualmente responsáveis por facilitar a passagem legal através da fronteira internacional são a Canada Border Services Agency (CBSA) e a US Customs and Border Protection (CBP). É a mais longa fronteira terrestre do mundo.

## História
A fronteira tem sido um assunto constante de disputa entre os Estados Unidos e o Reino Unido no início e entre os Estados Unidos e o Canadá posteriormente.

### O leste

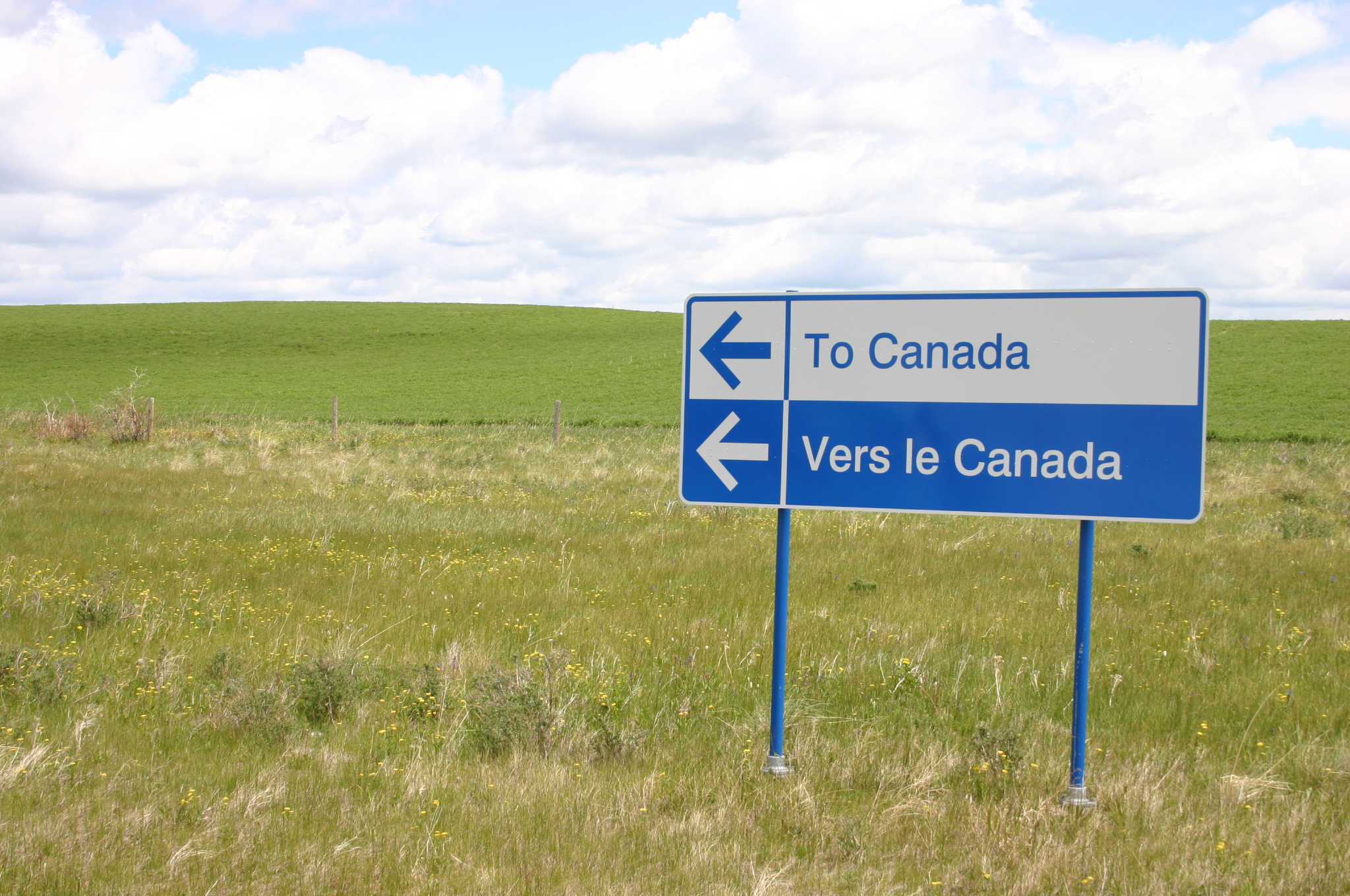
Uma placa de rua em Piegan, Montana, Montana.

Com o Tratado de Paris de 1783, os Estados Unidos da América conquistaram a independência. A fronteira com o Canadá, então possessão britânica, não havia sido definida com precisão, e essa circunstância deu origem a importantes divergências entre os dois países.
Por exemplo, foi especificado que a fronteira se estendia para o oeste desde o Lago dos Bosques até o Mississippi, mas quando a nascente do Mississippi foi encontrada ao sul dessa linha, o eixo sul do lago até o rio foi usado como limite.
Após a Guerra de Aroostook, que eclodiu após as tensões ligadas à falha na definição da fronteira, o Tratado Webster-Ashburton, assinado em 1842, definiu a fronteira entre o estado do Maine e a província canadense de New Brunswick.

### Oeste
Após o avanço da colonização europeia para o oeste, o problema da fronteira ocidental tornou-se cada vez mais premente. Em 1818, um primeiro tratado fez a fronteira passar no paralelo 49 norte, entre o Lago dos Bosques e as Montanhas Rochosas, mas limitou-se a esboçar soluções provisórias para os territórios mais ocidentais. A 49ª linha paralela foi estendida ao Oceano Pacífico pelo Tratado de Oregon de 1846. Devido à imprecisão dos instrumentos de medição da época, o limite real em alguns casos se afasta da posição exata do paralelo em algumas centenas de metros.

### Alasca

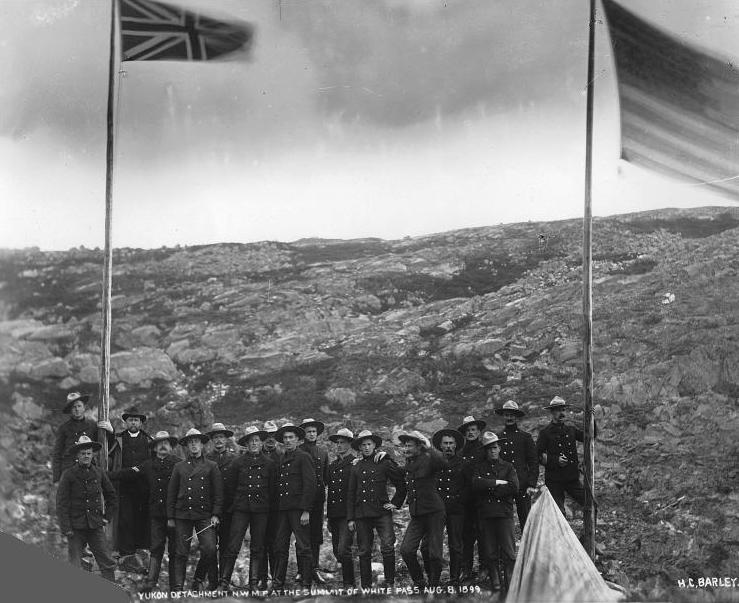
A Polícia Montada do Noroeste patrulha a fronteira do Yukon em 1899

Em 1867, os Estados Unidos compraram o Alasca do Império Russo. Mesmo nesse caso, porém, a fronteira não foi definida de imediato, e essa circunstância deu origem a uma disputa que só foi encerrada 36 anos depois, em 1903, por um tribunal composto por juízes nomeados pelos dois países.

### A Comissão Internacional de Fronteiras
Em 1925, uma comissão especial, a International Boundary Commission (em inglês: International Boundary Commission, em francês Commission de la frontière internationale), foi criada para definir e policiar a fronteira. A comissão, ainda composta por um comissário canadiano e um comissário norte-americano, tem, entre outras atribuições, a de verificar se o espaço de seis metros (três metros do lado norte-americano e o mesmo do lado canadiano) junto à fronteira não está coberto por vegetação.